# Penetrantiidae
Penetrantiidae is een monotypische familie van mosdiertjes (Bryozoa) uit de orde van de Ctenostomatida.  De wetenschappelijke naam ervan is in 1946 voor het eerst geldig gepubliceerd door Silén.

## Geslacht
- Penetrantia Silén, 1946